# 魯迪穆氏暗光魚
魯迪穆氏暗光鱼（学名：Maurolicus rudjakovi）为輻鰭魚綱巨口魚目褶胸鱼科的其中一種。分布於東南太平洋的Nasca海脊海域，棲息深度可達240公尺，體長可達5.9公分，為深海魚類，會進行垂直性洄游。